# Mark Aizlewood
Pour les articles homonymes, voir Aizlewood.
Mark Aizlewood, né le 1er octobre 1959 à Newport (pays de Galles), est un footballeur gallois, qui évoluait au poste de défenseur à Newport County, à Luton Town, au Charlton Athletic, à Leeds United, à Bradford City, à Bristol City, à Cardiff City, à Merthyr Tydfil, à Aberystwyth Town et à Cwmbran Town ainsi qu'en équipe du pays de Galles.
Aizlewood ne marque aucun but lors de ses trente-neuf sélections avec l'équipe du pays de Galles entre 1986 et 1994.

## Carrière
- 1975-1978 :  Newport County
- 1978-1982 :  Luton Town
- 1982-1987 :  Charlton Athletic
- 1987-1989 :  Leeds United
- 1989-1990 :  Bradford City
- 1990-1994 :  Bristol City
- 1994-1995 :  Cardiff City
- 1995-1996 :  Merthyr Tydfil
- 1996-1997 :  Aberystwyth Town
- 1997-2000 :  Cwmbran Town[1]

## Palmarès

### En équipe nationale
- 39 sélections et 0 but avec l'équipe du pays de Galles entre 1986 et 1994

### Avec Luton Town
- Vainqueur du Championnat d'Angleterre de deuxième division en 1982